# Schienenverkehr in Saudi-Arabien

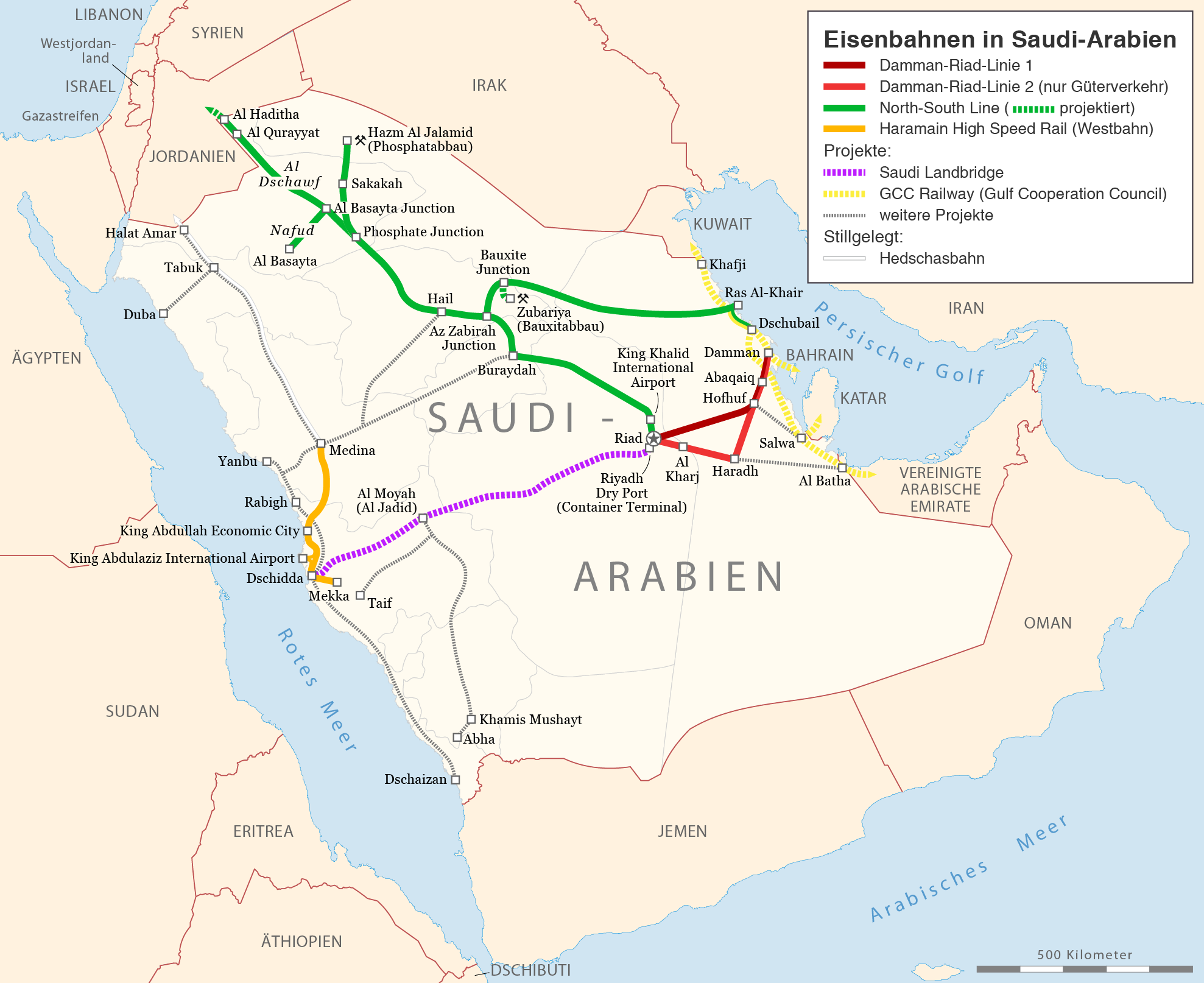
Saudi Railway Organization: Strecken und Projekte

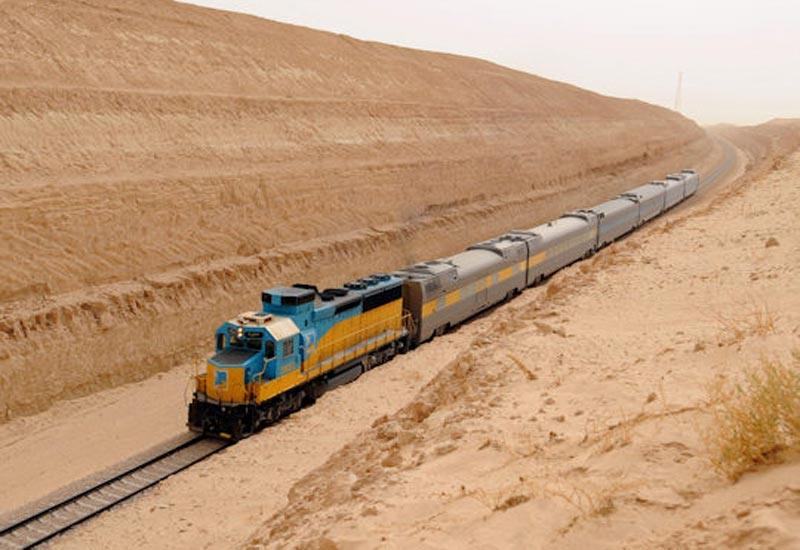
Eisenbahnzug auf der Strecke zwischen Dammam und Riad

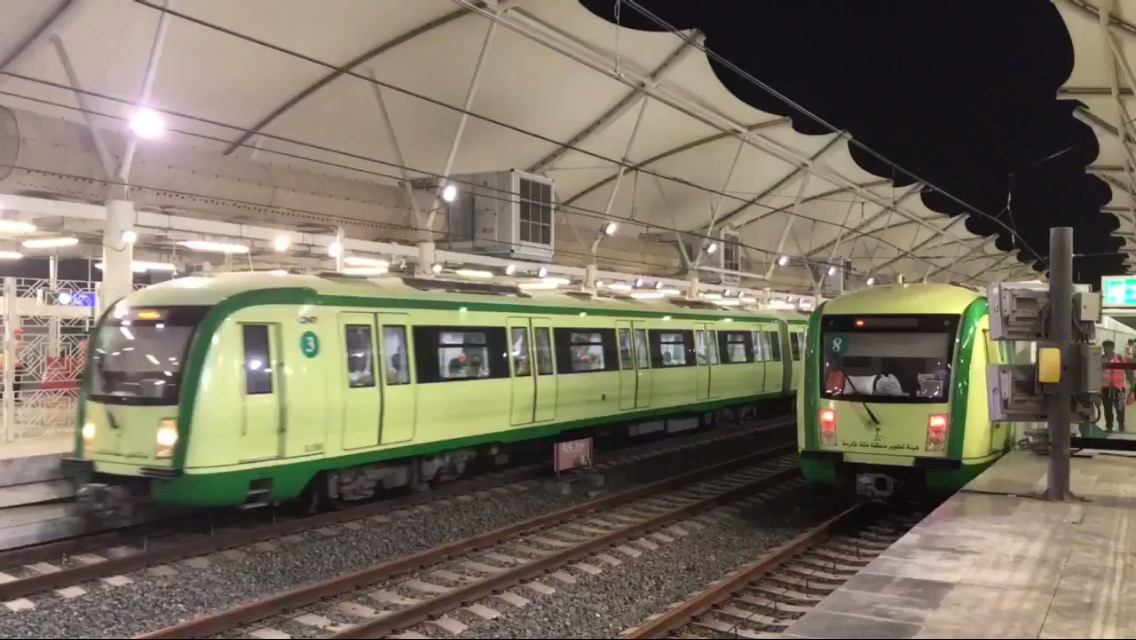
Zwei Fahrzeuge der Metro Mekka (2017)

Der Schienenverkehr in Saudi-Arabien besteht aus zwei Eisenbahnnetzen, die jeweils einen Inselbetrieb bilden sowie zwei Nahverkehrssystemen in Riad und Mekka.

## Geschichte
Die erste Eisenbahnverbindung im heutigen Saudi-Arabien war die vom Osmanischen Reich gebaute Hedschasbahn. Sie führte von Damaskus im heutigen Syrien nach Medina. Ein Weiterbau nach Mekka befand sich in Planung kam aber durch den Ausbruch des Ersten Weltkriegs nicht mehr zur Ausführung. Nach dem Zerfall des Osmanischen Reiches  in Folge des Ersten Weltkrieges wurde der Betrieb in Saudi-Arabien eingestellt.
Erst 1948 begann wieder der Bau einer Eisenbahnstrecke. Die Strecke Dammam–Riad (heute als Strecke 2 bezeichnet) wurde am 20. Oktober 1951 eröffnet. Primär diente sie den Bedürfnissen der Erdölindustrie.

## Gegenwart
Heute besteht die Eisenbahninfrastruktur in Saudi-Arabien aus drei Inselbetrieben:

### Dammam–Riad
Die erste Strecke zwischen den beiden Städten wurde später um die Bahnstrecke Dammam–Riad 1 ergänzt. Sie hat einen anderen Streckenverlauf und dient dem Personenverkehr. Beide Strecken wurden bis 2021 von der Saudi Railways Organisation (SRO) betrieben, seitdem von Saudi Arabia Railways (SAR), in der die SRO aufgegangen ist.
Anfang der 2010er Jahre befanden sich die Strecken in einem abgewirtschafteten Zustand. Bei acht Eisenbahnunfällen zwischen 2006 und 2012 kamen insgesamt 10 Menschen ums Leben, sehr viel mehr wurden verletzt. Seitdem wurden die Strecken modernisiert und auf den aktuellen Stand der Technik gebracht.
Eine Schnellfahrstrecke für den Personenverkehr zwischen Riad und Dammam, die zunächst mit 200 km/h und den schon jetzt verkehrenden Dieselzügen betrieben werden soll, befindet sich im Bau. Sie wird 310 km lang und soll im Personenverkehr die Bahnstrecke Dammam–Riad 1 ersetzen. In einem zweiten Ausbauschritt soll die Strecke elektrifiziert und dann mit 300 km befahren werden.
Eine in Riad anschließende Strecke ist die Nord–Süd-Strecke.

### Nord-Süd-Linie
Die Nord-Süd-Linie ist ein 2.400 Kilometer langes Eisenbahnnetz in Saudi-Arabien, das den Norden des Landes mit dem Persischen Golf und der Hauptstadt Riad verbindet. Die überwiegend eingleisige Strecke ist unter anspruchsvollen klimatischen Bedingungen sowohl für schweren Güterverkehr als auch für Personenverkehr mit Hochgeschwindigkeitszügen mit bis zu 250 km/h gebaut worden. Seit 2012 ist sie im Güterverkehr und seit 2017 im Personenverkehr in Betrieb.

### Medina–Mekka
Die Bahnstrecke Medina–Mekka, auch Haramain High-Speed Rail, ist eine 450 km lange Hochgeschwindigkeitsstrecke im Westen des Landes, die Mekka, Dschidda und Medina verbindet. Sie wurde am 11. Oktober 2018 eröffnet. Betrieben wird sie von der spanischen Eisenbahngesellschaft Renfe. Als diese im Februar 2022 Stellen für 30 Triebfahrzeugführerinnen ausschrieb, bewarben sich darauf 28.000 Frauen.

## Projekte
Größte Priorität hat die als „Saudi Landbridge“ bezeichnete Strecke von Riad nach Dschidda. Eine Ausschreibung für Angebote zum Bau der Strecke hat stattgefunden. Zu dem Projekt gehört auch eine Umgehungsbahn in Riad, die alle drei derzeit bestehenden Inselbetriebe verbinden soll.
Die geplante 2177 Kilometer lange Gulf Railway soll die sechs Staaten des Golfkooperationsrats miteinander verbinden. Die Strecke sollte teilweise 2023 in Betrieb gehen, der Betrieb der restlichen Strecke 2025 aufgenommen werden. Dieses Projekt ist allerdings ins Stocken geraten.

## Städtischer Schienenverkehr
Die Metro von Mekka, ein etwa 18 Kilometer langes Hochbahn-System, wurde im November 2010 eröffnet und ist nur während dem Haddsch in Betrieb.
Mit dem Bau der U-Bahn Riad, auch „Metro“ genannt, wurde im April 2014 begonnen, der Bau der Tunnel begann 2015. Die Züge sollen das etwa 176 Kilometer lange Streckennetz mit sechs Linien vollautomatisch befahren. Die Metro Riad wird über 85 Haltestellen verfügen und von der Arriyadh Development Authority betrieben. Die Eröffnung der ersten drei Linien (Blau, Gelb, Lila) fand am 1. Dezember 2024 statt, die drei anderen sollen bis zum 5. Januar 2025 folgen.
Die Jeddah Metro soll 2025 abgeschlossen  werden, die Medina Metro und die Dammam Metro befinden sich noch in der Planungsphase.